# Marina Zarzeczewo

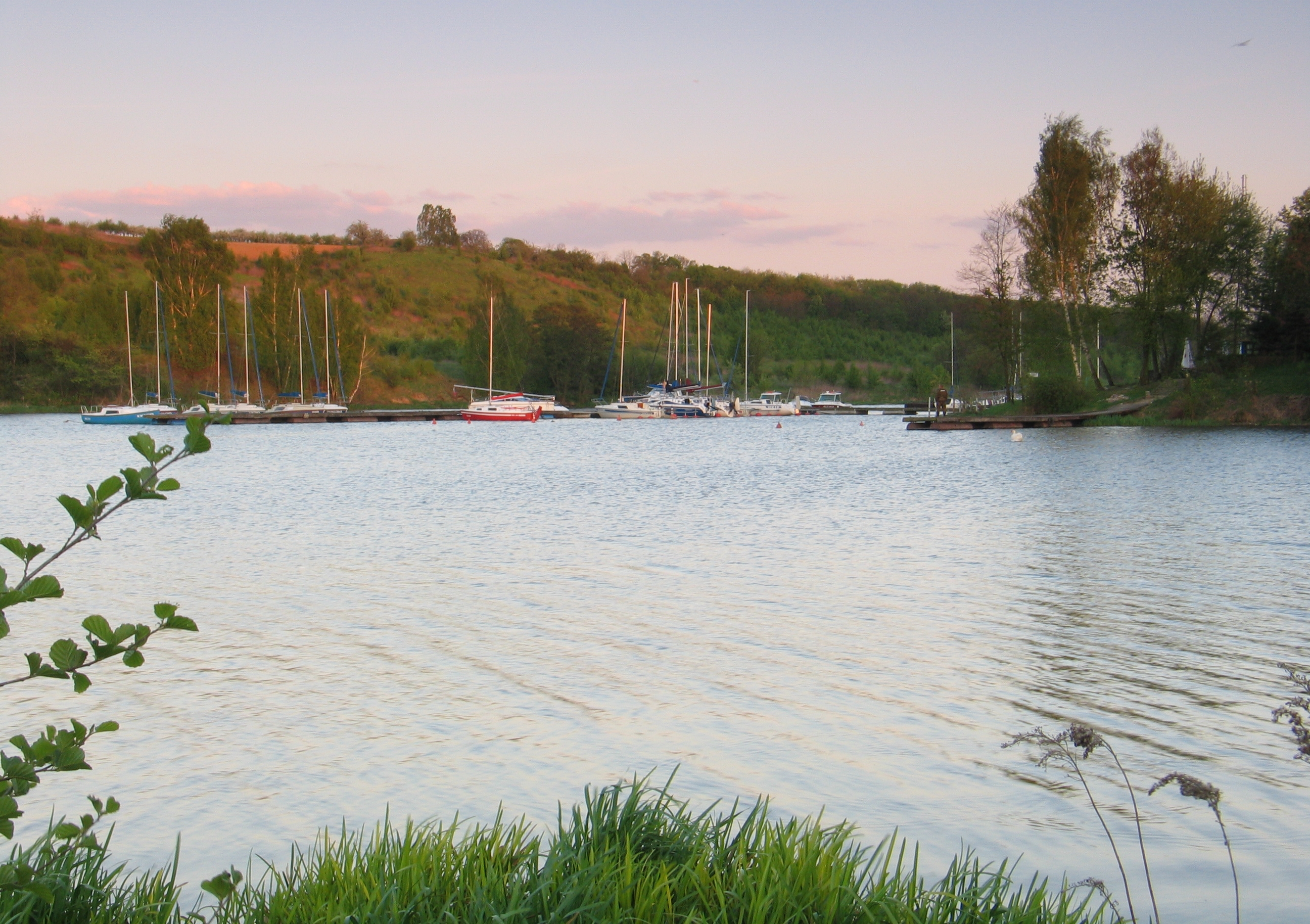
Die Bucht in Zarzeczewo

Marina Zarzeczewo ist ein Yachthafen am rechten Ufer der Weichsel (Włocławskie-Stausee, Lage bei Flusskilometer 672,50) im Bezirk Zawiśle der polnischen Stadt Włocławek. In der kleinen Bucht, in der sich die Marina befindet, münden der Fluss Chełmiczka und der Bach Święty Strumień. Vor dem Aufstauen des Wassers bei Zarzeczewo dehnte sich eine kilometerlange Flussinsel in der Weichsel aus. Die Bucht in ihrer heutigen Form entstand durch den Bau des Staudamms für das Wasserkraftwerk Włocławek und die Errichtung des größten Stausees Polens.
Im Jahr 1973 begann die Umsetzung des Projekts „Przystań w Zarzeczewie“ (Kai in Zarzeczewo), das vom Anfang an mit der Entwicklung des chemischen Unternehmens Zakłady Azotowe Włocławek (heute Anwil S.A.) verbunden war. Danach wurde, offiziell im Jahr 1975, aber tatsächlich im Jahr 1976, das Wassersportzentrum (Ośrodek Sportów Wodnych) geöffnet. Bei dem Zentrum wurde die Sektion Segeln „Flauta“ gegründet, die später in Yacht Club Azoty umbenannt wurde und sich heute Yacht Club Anwil nennt. Seit 1977 organisiert der Yacht Club Anwil regelmäßig Regatten, darunter die hochrangigste Regatta für das „Blaue Band der Włocławek-Lagune“ (Błękitna Wstęga Zalewu Włocławskiego). Zu dieser jährlichen Veranstaltung kommen normalerweise über 300 Segler und über 80 Yachten. In Marina Zarzeczewo werden auch Kurse für Segler und Yachtskipper organisiert.